# Lathraeolis spodochroa
Lathraeolis spodochroa är en fjärilsart som beskrevs av Turner 1936. Lathraeolis spodochroa ingår i släktet Lathraeolis och familjen mätare. Inga underarter finns listade i Catalogue of Life.